# ندیم بیگ
ندیم بیگ (اردو: ندیم؛ زادهٔ ۱۹ ژوئیهٔ ۱۹۴۱) هنرپیشه و خواننده اهل پاکستان است.
از فیلم‌ها یا برنامه‌های تلویزیونی که وی در آن نقش داشته‌است می‌توان به بلندی، سامانه و بلی اشاره کرد. ندیم بیگ همچنین برندهٔ جوایزی همچون جایزه نگار شده‌است.